# La tierra está sorda
La tierra está sorda es el título del decimocuarto disco de estudio de la banda de rock Barricada. Publicado en 2009, se trata de un álbum conceptual sobre la guerra civil española. Está acompañado por un libreto de 184 páginas escrito por El Drogas, bajista y voz del grupo hasta 2011.

## Listado de canciones
| N.º | Título                    | Duración |  |
| 1.  | «Desfilan»                |          |  |
| 2.  | «Sotanas»                 |          |  |
| 3.  | «Hasta siempre, Tensi»    |          |  |
| 4.  | «Por la libertad»         |          |  |
| 5.  | «Los maestros»            |          |  |
| 6.  | «Matilde Landa»           |          |  |
| 7.  | «Infierno de piedra»      |          |  |
| 8.  | «La estancia»             |          |  |
| 9.  | «22 de mayo»              |          |  |
| 10. | «Es una carta»            |          |  |
| 11. | «Pétalos»                 |          |  |
| 12. | «Suela de alpargata»      |          |  |
| 13. | «Casas viejas»            |          |  |
| 14. | «Llegan los cuervos»      |          |  |
| 15. | «Cierra los ojos»         |          |  |
| 16. | «Las siete de la tarde»   |          |  |
| 17. | «Agua estancada»          |          |  |
| 18. | «Una lágrima en el suelo» |          |  |